# ノリタケリフラクトリー
株式会社ノリタケリフラクトリーは岐阜県恵那市に本社を置いていた耐火物メーカー。ノリタケカンパニーリミテドの子会社であり、炭化ケイ素（SiC）などの耐火物や環境浄化用セラミックスなどを生産していた。
会社の前身は1961年7月1日に創業した明智鉱業株式会社である。明智鉱業は中津川市で採掘した木節粘土からつくるコーディエライトやムライトを原料とし、耐火粘土や耐火物を製造・販売していた。1965年10月には明智町の本社工場にトンネルキルンやプレス機などを導入し、還元炎に強い新たな耐火物の本格的な生産を始めた。なお、ムライトとコーディエライトを用いたことで、耐火物の耐久性と熱伝導率が大きく向上している。当時、日本陶器（現・ノリタケカンパニーリミテド）は明智鉱業製の焼成用鞘をOEMで発注しノリタケブランドで販売していた。
1975年にはロクロ成形機を、1977年には鋳込成形機を導入し、従来のプレス成形よりも多くの品種を製造できるようになり生産効率も上昇した。1980年12月には日本陶器と技術提携を結び、現在も主力製品である炭化ケイ素系耐火物の生産を開始した。これに当たって明智鉱業は岐阜県瑞浪市に工場を新設し、日本陶器から生産ラインが移設されている。また、1,600℃の高温まで使用可能な高純度アルミナ製の耐火物もこの時期に商品化している。SiC耐火物の需要拡大にともなって1982年、1987年には瑞浪市の工場に成形機が増設された。
本社工場では1984年に自動ロクロ成形機を導入し、1990年から1992年にかけて改築が行なわれるなどして生産設備の改良が進み、窯業用の鞘では国内で75％のシェアを占めるようになった。ノリタケグループでも鞘はほぼ全量を同社から仕入れており、逆に明智鉱業も売上高の約30％をノリタケグループが占めていた事などから、1992年12月28日にノリタケカンパニーリミテドが明智鉱業の株式の51％を取得して子会社とした。この後、1995年9月には純度の高い耐火物を作れる振動成形機が導入され、瓦焼成用の耐火物も生産するようになっている。この時期から従来の陶磁器用耐火物に加えてエレクトロニクス関連などへも事業領域を広げた。
2000年4月に明智鉱業はノリタケカンパニーリミテドの100％子会社となり、翌2001年4月1日に現在の株式会社ノリタケリフラクトリーに社名を変更した。2002年には瑞浪市の工場から本社工場へSiC耐火物の製造を統合し、翌年には親会社のセラミックマテリアル部門から環境エンジニアリング部門に移管されるなど、時代に応じて組織を変更している。
2008年4月1日には、ノリタケエンジニアリング（現・ノリタケカンパニーリミテド）に吸収合併された。